# Иберомезорнис
Иберомезо́рнис (лат. Iberomesornis) — род базальных энанциорнисовых птиц, живших в начале мелового периода (барремский век, 130,0—125,45 млн лет назад) на территории современной Испании. Включает единственный вид — Iberomesornis romerali.

## Описание

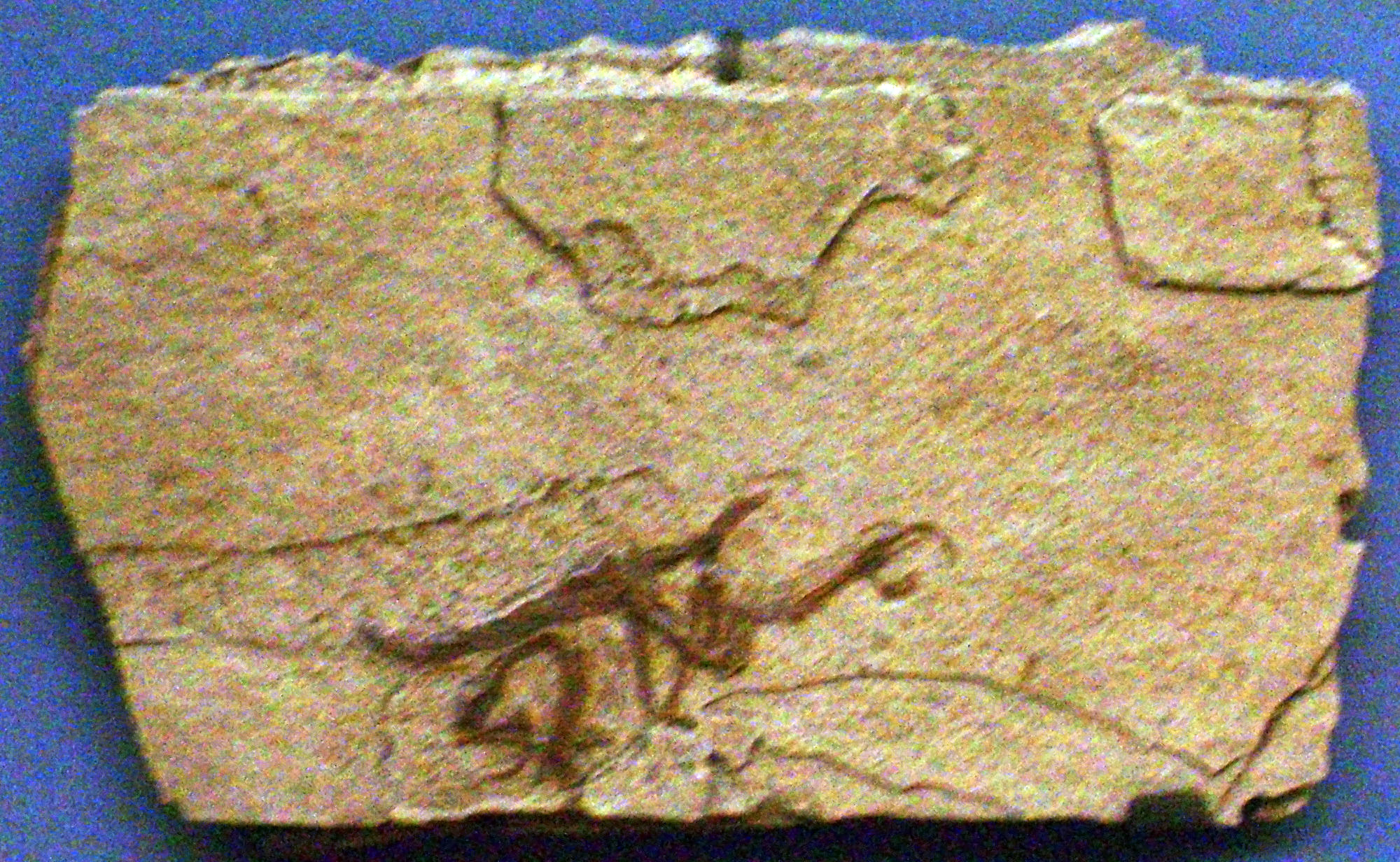
Слепок голотипа в Национальном музее естественной истории, Париж

Хвостовой отдел позвоночника был коротким и, в отличие от других древних птиц, преобразовался в пигостиль. Хвост иберомезорниса был вееробразным. Строение пальцев похоже на строение современных птиц. Костный летательный аппарат был отлично развит. Череп и крылья не были найдены.
Обладал килевой грудиной, длинными коракоидом и лопаткой, а также тонкой упругой вилочкой, что предполагает прекрасно развитую лётную мускулатуру, активную вентиляцию лёгких во время полёта и одновременно указывает на эндотермность этих птиц и аэробный характер внутриклеточного обмена.